# Русько-Полянський район
Русько-Полянський район (рос. Русско-Полянский район) — муніципальне утворення у Омській області.

## Адміністративний устрій
- Русько-Полянське міське поселення
- Алаботінське сільське поселення
- Добровольське сільське поселення
- Калиновське сільське поселення(інші мови)
- Новосанжаровське сільське поселення
- Розовське сільське поселення
- Сибірське сільське поселення
- Солнечне сільське поселення
- Хлебодаровське сільське поселення
- Цветочинське сільське поселення
- Цілинне сільське поселення